# Jonathan Dibben
Jonathan Dibben (Southampton, 12 de fevereiro de 1994) é um desportista britânico que compete no ciclismo nas modalidades de pista, especialista nas provas de perseguição por equipas, pontuação e ómnium; e estrada, pertencendo à equipa belga Lotto Soudal desde o ano de 2020.
Tem ganhado duas medalhas no Campeonato Mundial de Ciclismo em Pista de 2016, ouro em pontuação e prata em perseguição por equipas, e quatro medalhas no Campeonato Europeu de Ciclismo em Pista, nos anos 2014 e 2015.

## Medalheiro internacional
| Campeonato Mundial | Campeonato Mundial     | Campeonato Mundial | Campeonato Mundial      |
| Ano                | Lugar                  | Medalha            | Competição              |
| ------------------ | ---------------------- | ------------------ | ----------------------- |
| 2016               | Londres ( Reino Unido) | Medalha de ouro    | Pontuação               |
| 2016               | Londres ( Reino Unido) | Medalha de prata   | Perseguição por equipas |
| Campeonato Europeu |                        |                    |                         |
| Ano                | Lugar                  | Medalha            | Competição              |
| 2014               | Baie-Mahault ( França) | Medalha de ouro    | Perseguição por equipas |
| 2014               | Baie-Mahault ( França) | Medalha de prata   | Ómnium                  |
| 2015               | Grenchen ( Suíça )     | Medalha de ouro    | Perseguição por equipas |
| 2015               | Grenchen ( Suíça )     | Medalha de bronze  | Ómnium                  |

## Palmarés

### Pista
2011
- 3º no Campeonato do Reino Unido em Perseguição

2012
- 2º no Campeonato do Reino Unido em Perseguição
- 2º no Campeonato do Reino Unido em Perseguição por equipas
- 2º no Campeonato do Reino Unido em Scratch

2014
- Campeonato Europeu Perseguição por Equipas (fazendo equipa com Edward Clancy,  Owain Doull e Andrew Tennant)
- 2º no Campeonato Europeu em Omnium
- 3º no Campeonato do Reino Unido em Perseguição

2015
- Campeonato Europeu Perseguição por Equipas (fazendo equipa com Bradley Wiggins,  Owain Doull e Andrew Tennant)
- 3º no Campeonato Europeu em Omnium
- 2º no Campeonato do Reino Unido em Scratch
- 3º no Campeonato do Reino Unido em Perseguição

2016
- Campeonato do Mundo em Pontuação
- 2º no Campeonato Mundial Perseguição por Equipas (fazendo equipa com Owain Doull, Edward Clancy e Bradley Wiggins)

### Estrada
2014
- 1 etapa do Triptyque des Monts et Châteaux

2016
- 1 etapa do Triptyque des Monts et Châteaux

2017
- 1 etapa do Volta a Califórnia

## Equipas
- Team Wiggins (2015-31.07.2016)
- Cannondale-Drapac Pro Cycling Team (stagiaire) (01.08.2016-31.12.2016)
- Team Sky (2017-2018)
- Madison Genesis[2] (05.2019-12.2019)
- Lotto Soudal[3] (2020)